# Borderlands 2
(Jack il Bello)
Borderlands 2 è un action RPG-sparatutto in prima persona, sequel del videogioco del 2009 Borderlands. È disponibile dal 21 settembre 2012 per piattaforme Microsoft Windows, PlayStation 3, Xbox 360, macOS e Linux. È il secondo capitolo della serie Borderlands.
Il trailer è stato pubblicato ufficialmente il 2 agosto 2011.
C'è stata in fase di sviluppo anche una versione per PS Vita che è stata pubblicata nel 2014. In seguito, la stessa Gearbox Software ha confermato che ci sarebbe stata anche un'uscita del gioco sulla console portatile di Sony il 6 maggio 2014 (in bundle con la PS Vita 2000) e il 13 maggio in versione stand-alone soltanto per il mercato nordamericano.
L'uscita europea è stata confermata per il 28 maggio 2014.
Nel 2015 viene pubblicato un pacchetto chiamato Borderlands: The Handsome Collection che contiene Borderlands 2 e Borderlands: The Pre-Sequel con tutti i DLC di entrambi i capitoli e completamente rimasterizzati per PlayStation 4 e Xbox One.

## Trama

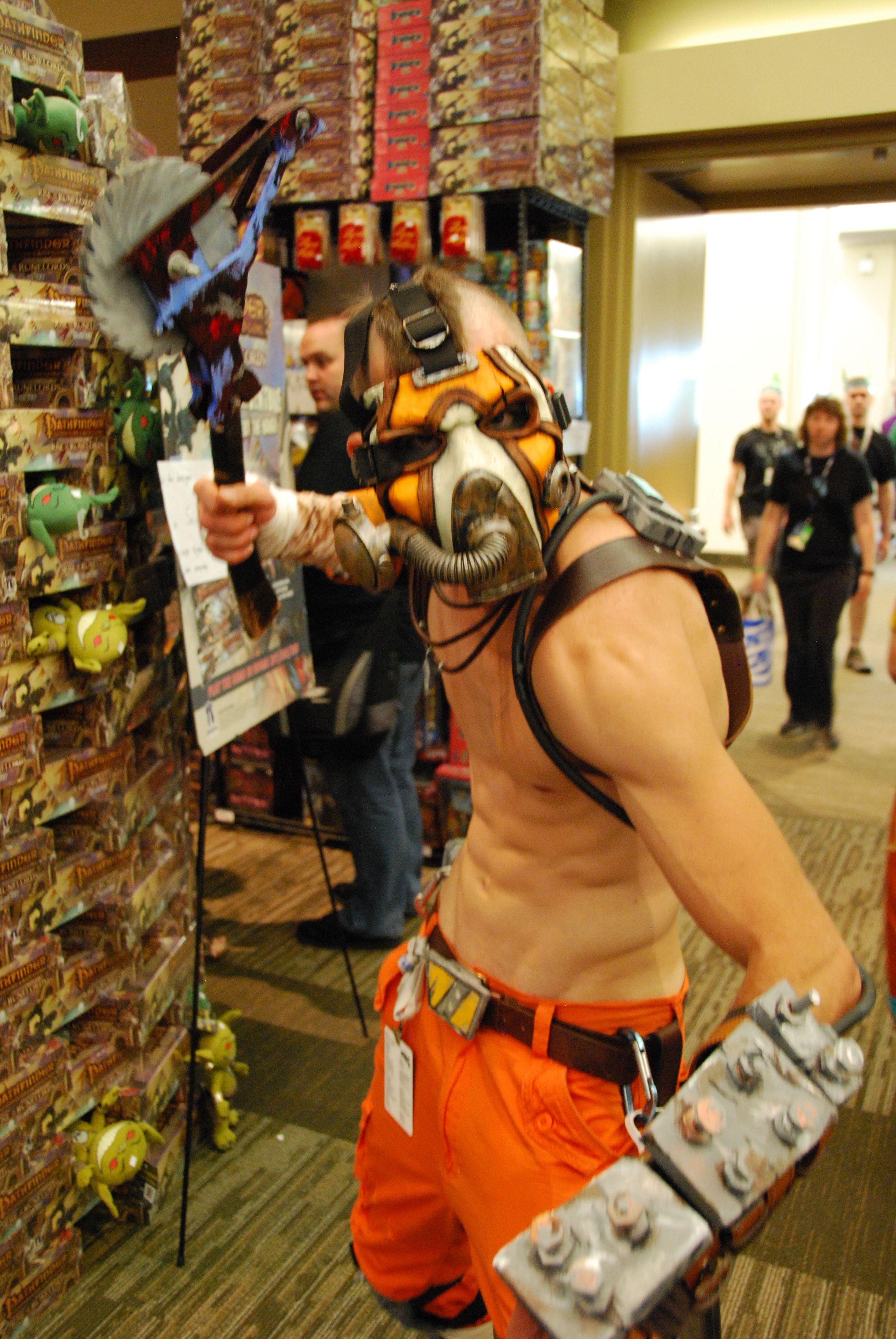
Cosplay di uno psycho

La trama di Borderlands 2 inizia cinque anni dopo le vicende del primo capitolo. Dopo aver aperto la Cripta, i quattro eroi credono di aver concluso la loro impresa, ma in seguito all'apertura cominciano a verificarsi ritrovamenti di massicce quantità di un nuovo elemento alieno, l'Eridium. Il minerale si rivela di incredibile valore e dalle incredibili qualità, tanto da attirare le attenzioni di tutte le grandi corporazioni galattiche.
Cinque anni dopo gli eventi del primo capitolo un nuovo gruppo di cacciatori della Cripta si trova a viaggiare a bordo di un treno Hyperion su Pandora. L'uomo che li ha ingaggiati, Jack il Bello, fa deragliare improvvisamente il treno causando la morte di tutti i cacciatori della cripta tranne uno. II cacciatore della Cripta viene trovato dall'ultima unità Claptrap rimasta e contattato dell"Angelo" che gli chiede di raggiungere la città di Sanctuary insieme a Claptrap e unirsi ai Crimson Raiders, un movimento di resistenza contro la Hyperion, con l'obbiettivo di sconfiggere Jack il bello. 
Arrivato a Sanctuary, al cacciatore della Cripta viene chiesto di salvare Roland, leader dei Crimson Raiders, che è stato catturato da un cacciatore di taglie chiamato Aquila di fuoco. Il cacciatore della cripta incontrano Aquila di fuoco che si scopre essere Lilith, i cui poteri di sirena sono stati potenziati dal nuovo minarele Eridium. Lilith informa i cacciatori della Cripta che Roland è stato effettivamente catturato da un gruppo di banditi e chiede di salvarlo. Dopo aver combattuto nel territorio dei banditi e affrontato i caricatori Hyperion il cacciatore della Cripta salva Roland e ritorna a Sanctuary 
Roland e Lilith scoprono che la chiave della Cripta sta per essere trasportata a bordo di un treno Hyperion e chiedono al cacciatore della Cripta di recuperarla. Il cacciatore della cripta sabota il traggitto del treno, ma invece di trovare la chiave della cripta si imbatte in Wilhelm uno degli agenti di Jack il Bello. Il cacciatore della cripta sconfigge Wilhelm e recupera il suo nucleo energetico, che Roland consiglia di utilizzare come fonte di energia per lo scudo di Sanctuary. Il nucleo energetico si rivela però una trappola; consente all'angelo, che si scopre lavorare per Jack, di abbassare gli scudi della città, lasciandola vulnerabile per un bombardamento. Lilith salva Sanctuary, che originariamente era progettata per essere una città volante, attivando i suoi motori e teletrasportandola via tuttavia durante il processo il cacciatore viene teletrasportato fuori dalla città. 
Riuscito a raggiungere nuovamente Sanctuary si scopre che il piano di Jack il Bello è quello di aprire la seconda Cripta di Pandora e liberare il "Guerriero", un potente mostro che può essere controllato da chi lo libera, e poiché la chiave della cripta si carica solo ogni 200 anni, utilizza l'Eridium per caricarla artificialmente. L'Angelo contatta il gruppo a Sanctuary e rivela di volerli aiutare a sconfiggere Jack e che la chiave del Vault è tenuta con lei in una struttura Hyperion pesantemente sorvegliata. Il cacciatore della Cripta e gli altri preparano un attacco alla struttura, coinvolgendo anche gli ex cacciatori Mordecai e Brick il quale è ora a capo di una fazione di banditi, Roland e il cacciatore della Cripta assaltano il complesso di Hyperion e incontrano L'angelo, una sirena figlia di Jack il Bello. L'Angelo rivela che Jack la sta usando per caricare la chiave della cripta e chiede al cacciatore della Cripta di distruggere i condotti di Eridium che la tengono in vita per fermare Jack. Grazie all'aiuto di Roland e Lilith il cacciatore della cripta distrugge i condotti di Eridium causando la morte dell'angelo. Jack a questo punto irrompe nella stanza uccidendo Roland e catturando Lilith che riesce appena in tempo a teletrasportate il cacciatore a Sanctuary. Jack poi usa Lilith per continuare a caricare la chiave della Cripta al posto dell'Angelo. 
Per salvare Lilith e fermare Jack il bello il cacciatore della cripta si reca nelle Arid badlands per scoprire la posizione della cripta mentre Brick e Mordecai preparano un piano per attaccarla Dopo aver sferrato l'attacco e combattuto contro le truppe Hyperion il cacciatore della cripta raggiunge Jack il bello che nonostante venga sconfitto, riesce comunque ad aprire la cripta e liberare il Guerriero. Il cacciatore della cripta riesce a sconfiggere il Guerriero e giustizia Jack (o lascia che Lilith lo faccia al posto suo). Sopraggiunti Brick e Mordecai, mentre Lilith tenta di distruggere la chiave della cripta, attiva accidentalmente una mappa della galassia, che indica le posizioni di diverse cripte sparse per i pianeti Lilith osserva che "non c'è riposo per i malvagi" prima che lo schermo diventi nero.

## Descrizione
Borderlands 2 eredita struttura e gameplay dal suo predecessore, apportando alcune modifiche senza però alterare in maniera significativa l'impianto già conosciuto dai fan della saga.
Il gioco si presenta come uno sparatutto in prima persona con elementi da gioco di ruolo, percorribile liberamente dall'utente (free roaming). La storia è narrata tramite una missione principale (divisa in capitoli) e numerose missione secondarie. Le mappe di gioco non sono tutte disponibili all'inizio della partita e vanno sbloccate man mano che la trama principale procede. Completare le missioni ed uccidere i nemici è fondamentale per raccogliere nuove armi, equipaggiamenti, accessori e punti esperienza. Quest'ultimi sono necessari a far salire di livello e potenziare le abilità del proprio personaggio.

## Classi
All'inizio del gioco è possibile scegliere fra quattro personaggi, ognuno con un'abilità specifica legata alla sua classe d'appartenenza. Questa abilità influenza in maniera importante lo stile di gioco e l'approccio ai combattimenti.
I personaggi sono:
- Salvador (Gunzerker) - Salvador è un pistolero, un personaggio abbastanza comune su Pandora se non fosse per la furia che lo assale quando cominciano a volare proiettili. L'abilità di classe è Gunzerkare, che lo rende capace di utilizzare due armi contemporaneamente (per esempio: un fucile d'assalto ed un fucile a pompa, oppure due tipi diversi di pistola per ogni mano, etc.) e gli permette di rigenerare munizioni ed energia per tutta la durata dell'abilità, creando un fitto sbarramento di fuoco.
- Zer0 (Assassino) - Zer0 è un misterioso ninja che parla esclusivamente in haiku. L'abilità di classe consiste nel generare un ologramma che attirerà l'attenzione dei nemici mentre Zer0 diventerà invisibile, abilità utile per fuggire o colpire alle spalle gli avversari.
- Maya (Sirena) - Come Lilith, Maya è in grado di utilizzare dei poteri legati in qualche modo all'Eridium ed alla leggenda della Cripta. L'abilità di classe consiste nel Blocco di Fase. Questo permette a Maya di immobilizzare i nemici all'interno di un campo di forza, infliggendogli danni o rendendoli inoffensivi per un certo lasso di tempo.
- Axton (Commando) - Axton è un militare della DAHL corporation con discrete competenze tecniche e meccaniche. La sua abilità di classe consiste nel dispiegare una torretta automatizzata Sabre, una versione pesante e modulare della torretta utilizzata da Roland nel primo gioco della serie.

Inoltre, scaricando i contenuti aggiuntivi dedicati è possibile ottenere altri due personaggi con altrettante nuove abilità. Nello specifico, è possibile giocare usando:
- Gaige (Mechromante) - Gaige è un'adolescente ribelle con il pallino della robotica e della cibernetica. La sua abilità di classe le permette di teletrasportare istantaneamente un robot da combattimento customizzato chiamato Deathtrap che l'aiuta nei combattimenti e la segue fedelmente ovunque vada.
- Krieg (Psycho) - Krieg è uno dei tanti derelitti che popolano le regioni disagiate e senza legge di Pandora. Come recita il nome della sua classe, appartiene a quello strato di popolazione che, esposta alle radiazioni ed all'ambiente ostile, ha sviluppato una vera e propria psicosi delirante e violenta. L'abilità di classe è Distruzione affilata, che gli consente di entrare in uno stato di furia sanguinaria ed aumenta notevolmente il danno del suo attacco in mischia.

## Armi
Colonna portante del gioco è l'impressionante arsenale in dotazione al giocatore. Come nel precedente capitolo, le armi lasciate cadere dai nemici o acquistate da rivenditori o ancora ricevute come ricompensa nelle missioni sono generate casualmente combinando i vari elementi che le compongono (canne, caricatori, mirini, impugnature, lame, munizioni, etc.). A parte alcune armi speciali o rarissime, è difficile trovare due armi identiche. Nel primo capitolo questo sistema è riuscito a creare quasi 18 milioni di combinazioni.
La suddivisioni in tipologie è la stessa del capitolo precedente, fatta eccezione per le armi eridiane, del tutto omesse in Borderlands 2. Ogni classe di armi può avere una serie di sottoclassi che mantengono lo stesso tipo di munizionamento ma che hanno performance molto differenti. il giocatore può così scegliere le armi più adatte in base allo stile di gioco ed al nemico che si trova ad affrontare. Fra parentesi è indicato il tipo di munizionamento richiesto per l'arma e le sue sottoclassi.

## Corporazioni e marche
Ulteriori varianti delle armi sono date dalle varie corporazioni che le fabbricano. Come nel primo capitolo, ogni marca conferisce caratteristiche extra all'arma o alle granate, permettendo un alto grado di variabilità ed adattamento. Vengono riprese le stesse corporazioni del precedente gioco, con l'aggiunta di altre marche nuove.

## Effetti elementali
Altra caratteristica del gioco sono gli effetti (e relativi danni) che le armi possono infliggere ai nemici. Compaiono di nuovo gli effetti elementali del primo capitolo, più un effetto nuovo introdotto con la trama principale, la Scoria.
I danni elementali possono essere inflitti anche facendo detonare i barili presenti nelle varie ambientazioni. Il colore ed i simboli in bella vista su ciascuno dei fusti rendono facilmente riconoscibile l'effetto che verrà generato dalla detonazione.

## Motore grafico
Lo stile grafico del primo capitolo rimane invariato in Borderlands 2. Gearbox Software ha mantenuto la versione in animazione cel-shaded dell'Unreal Engine 3, aggiungendo e modificando alcuni effetti particellari e migliorando le animazioni. Ora i nemici possono contare su una maggiore varietà di posture, gesti e movimenti. Anche gli effetti dei danni influenzano come il nemico si muoverà e reagirà, ampliando e rendendo più realistico il gameplay.
Nelle versioni del gioco per console, le differenze che erano evidenti nel primo capitolo si sono ridotte. La tecnologia ambient occlusion è stata integrata anche nella versione PlayStation 3, sebbene sia maggiormente ottimizzata su Xbox 360. Rispetto a quest'ultima, la versione PlayStation 3 si avvantaggia nella profondità di campo, che permette di sfocare gli oggetti più distanti e conferire maggior realismo al gioco.
Su entrambe le console, Borderlands 2 raggiunge una risoluzione nativa standard HDTV 1280x720 pixel e non utilizza alcun tipo di antialiasing. Il gioco mantiene un framerate che oscilla tra i 28 e i 30 fps. Tuttavia la versione PlayStation 3 (al contrario di quella Xbox 360) non ha blocco di framerate e questo le permette di andare sopra la soglia dei 30 fps, raggiungendo anche i 50. Questo vantaggio si traduce però in un effetto di screen tearing a perdita d'occhio che varia dall'8,85 al 29%.

## Motore fisico
Borderlands 2 introduce una fisica ragdoll che permette ai corpi dei nemici di reagire in maniera dinamica ai colpi ed ai danni. Questo sistema fa sì che i corpi dei caduti rispondano alla forza di gravità più naturalmente adattandosi alla superficie su cui si adagiano.
Esclusivamente per la versione PC, è possibile attivare il middleware NVIDIA PhysX che potenzia la fisica del gioco in modo da rendere più accurati i decal delle pallottole e la dinamica dei fluidi come sangue e scorie.

## Vendite, critica e recensioni
| Testata                            | Versione | Giudizio |
| ---------------------------------- | -------- | -------- |
| GameRankings (media al 19-12-2019) | PS3      | 90       |
| GameRankings (media al 19-12-2019) | PC       | 90       |
| GameRankings (media al 19-12-2019) | X360     | 89       |
| Metacritic (media al 7-7-2024)     | PS3      | 91       |
| Metacritic (media al 7-7-2024)     | X360     | 89       |
| Metacritic (media al 7-7-2024)     | PC       | 89       |
| Edge                               | -        | 9/10     |
| Everyeye.it                        | -        | 9,5/10   |
| Game Informer                      | -        | 9,75/10  |
| Game Revolution                    | -        | 4.5/5    |
| GameSpot                           | -        | 8,5/10   |
| Giant Bomb                         | -        | 4/5      |
| IGN                                | -        | 9/10     |
| Multiplayer.it                     | -        | 8,9/10   |
| PCG(UK)                            | -        | 90/100   |
| Play                               | -        | 9/10     |
| Polygon                            | -        | 7,5/10   |
| VG                                 | -        | 9/10     |

Borderlands 2 ha avuto sia tra pubblico che critica maggiori apprezzamenti del primo capitolo; cavalcando il successo del precedente gioco ha raggiunto l'eccezionale quota di oltre 700 000 copie prenotate nei soli Stati Uniti d'America, più di 8 volte il numero fatto registrare dal primo capitolo. Ha inoltre venduto molte più copie del primo Borderlands nelle prime settimane di pubblicazione, salendo a quota 5 milioni in poco più di un mese di presenza sul mercato.
Secondo il sito statistico Raptr, Borderlands 2 è stato il titolo più giocato dell'anno 2012.
Nel 2013, IGN ha pubblicato la lista dei 100 migliori sparatutto in prima persona scelti dai suoi esperti. Borderlands 2 ha raggiunto il 43º posto.
Al 3 febbraio 2014, il gioco ha venduto 8,5 milioni di copie in tutto il mondo, diventando il titolo più venduto della storia di 2K Games.
Al 31 marzo 2014, data di chiusura dell'anno fiscale, il titolo ha venduto 9 milioni di copie in tutto il mondo.
Ad agosto 2015, il gioco aveva venduto più di 13 milioni di copie, rendendolo il titolo di 2K più venduto di sempre.

## Versione VR
Il 14 Dicembre 2018 è uscita la Versione Vr chiamata Borderlands 2 Vr.

## DLC e contenuti scaricabili
Sono stati rilasciati dodici DLC per Borderlands tutti acquistabili con i Microsoft Points. Quando viene venduta l'edizione "Edizione Gioco dell'Anno" contiene tutti i DLC all'interno.

### Capitan Scarlett e il suo bottino dei pirati
Primo DLC rilasciato. Sblocca una nuova area di Pandora ambientata in un deserto roccioso. Qui si dovrà andare alla ricerca di un tesoro dei pirati e avremo un nuovo mezzo a disposizione utilizzabile solo in tale zona, ovvero, la sabbiamobile.

### Campagna del massacro di Mr. Torgue
Secondo DLC rilasciato. Qui si parteciperà ad una competizione organizzata da Mr. Torgue. Tale DLC è ambientato cronologicamente dopo gli eventi della trama principale del gioco.

### Caccia grossa con Sir Hammerlock
Terzo DLC rilasciato. Qui si esploreranno aree pericolose di Pandora insieme a Sir Hammerlock per scoprire e annotare nuove creature non ancora presenti nel suo bestiario. Tale DLC è ambientato cronologicamente dopo gli eventi della trama principale del gioco.

### Assalto alla Rocca del Drago di Tiny Tina
Quarto DLC rilasciato. Lilith, Mordecai, Brick e Tina sono annoiati e decidono di giocare ad un gioco da tavolo. Qui impersoneranno le pedine del gioco ed esploreranno un mondo fantasy sulla falsariga del gioco da tavolo Dungeons and Dragons. Il DLC è ambientato cronologicamente dopo gli eventi della trama principale del gioco.

### Il raccolto sanguinante di T.K. Baha
Quinto DLC rilasciato. È una missione ambientata in una zona di Pandora dove ci sono gli zombi e l'ambientazione è simile a quella di Halloween

### L'orribile fame del tacchino da guerra
Sesto DLC rilasciato. È una missione che si svolge all'interno di un'arena con vegetazione dove si svolge una gara, ovvero, chi riesce ad uccidere per primo il tacchino da guerra. Mr. Torgue che è il presentatore dello show affida una missione un po' stupida, ovvero, avvelenare il pranzo del tacchino da guerra per riuscire ad ucciderlo, così facendo Mr. Torgue può mangiarselo.

### Come Marcus ha salvato il giorno del mercenario
Settimo DLC rilasciato. È una missione ambientata in una zona nevosa di Pandora dove l'ambientazione ricorda il Natale. Marcus incarica di recuperare un carico d'armi sperduto in un villaggio di una zona nevosa perché è stato rubato da dei pupazzi di neve viventi guidati da uno spirito cattivo che ha animato i pupazzi di neve e tale creatura si chiama Tinder Snowflake.

### Mad Moxxi e il massacro del giorno del matrimonio
Ottavo DLC rilasciato. È una missione ambientata in una zona di Pandora dove due gang sono perennemente in guerra. Mad Moxxi incarica di aiutare due innamorati, di cui fanno parte della famiglia opposta dell'altra, a sposarsi.

### Sir Hammerlock vs. Il figlio di Crawmerax
Nono DLC rilasciato. È una missione ambientata in una zona di Pandora simile ai caraibi. Qui Sir Hammerlock viene rapito da dei indigeni locali che vogliono usarlo come sacrificio al loro dio, ovvero, il Figlio di Crawmerax. L'obiettivo è quello di salvare Hammerlock.

### Premiere Club: Mechromancer Pack
Decimo DLC rilasciato. Tale contenuto sblocca un nuovo personaggio giocabile quando si comincia una nuova partita, ovvero, Gaige la Mechromante. Inoltre il DLC permette di trovare nel gioco nuove armi, scudi e MOD tutti rari.

### Psycho and Ultimate Vault Hunter Upgrade Pack
Undicesimo DLC rilasciato. Tale contenuto sblocca un nuovo personaggio giocabile quando si comincia una nuova partita, ovvero, Krieg lo Psyco. Inoltre il DLC aumenta il livello da 50 a 61 dei protagonisti e dei nemici.

### Ultimate Vault Hunter Upgrade Pack 2: Digistruct Peak Challenge
Dodicesimo e ultimo DLC rilasciato. Tale contenuto aumenta il livello da 61 a 72 dei protagonisti e dei nemici. Inoltre tale DLC rende disponibile una missione in cui Patricia Tannis affida una serie di combattimenti all'interno di un'area contro nemici ritenuti impossibili da battere.

### Lilith e la Battaglia per Sanctuary
Durante E3 2019 Gearbox annuncia un nuovo DLC chiamato Lilith e la Battaglia per Sanctuary' ambientato cronologicamente dopo la fine della trama principale. Tale DLC è stato creato apposta perché si collega alla trama di Borderlands 3 in uscita il 13 settembre 2019. Tale DLC ci permette di esplorare una nuova zona della mappa, nuovi boss e nuove armi. Durante l'E3 2019 la Gearbox annuncia che tale contenuto fino al 8 luglio è scaricabile gratuitamente per i possessori di Borderlands 2 e Borderlands: The Handsome Collection. Questo DLC è un prologo alla trama di Borderlands 3. Tale DLC non è presente nella collection The Handsome Collection.

## Doppiaggio
Di seguito sono riportati i doppiatori che hanno prestato la voce ai principali personaggi del videogioco:

| Personaggio                                      | Doppiatore originale | Doppiatore italiano |
| ------------------------------------------------ | -------------------- | ------------------- |
| Axton, il Commando                               | Robert McCollum      | Alessandro Germano  |
| Maya, la Sirena                                  | Martha Harms         | Valentina Tavolazzi |
| Salvador, il Gunzerker                           | John Swasey          | Pietro Ubaldi       |
| Zer0, l'Assassino                                | Michael Turner       | Claudio Colombo     |
| Gaige, la Mechromante                            | Cherami Leigh        | Alice Bongiorni     |
| Jack il Bello (Handsome Jack)                    | Dameon Clarke        | Andrea Bolognini    |
| Angelo (Angel)                                   | Britanni Johnson     | Jenny De Cesarei    |
| Claptrap                                         | David Eddings        | Claudio Ridolfo     |
| Roland                                           | Markus Lloyd         | Paolo De Santis     |
| Lilith                                           | Colleen Clinkenbeard | Giuliana Atepi      |
| Mordecai                                         | Jason Liebrecht      | Lorenzo Scattorin   |
| Brick                                            | Marcus M. Mauldin    | Daniele Ornatelli   |
| Sir Alistair Hammerlock                          | J. Michael Tatum     | Gabriele Calindri   |
| Scooter                                          | Mike Neumann         | Federico Zanandrea  |
| Mad Moxxi                                        | Brina Palencia       | Renata Bertolas     |
| Patricia Tannis                                  | Colleen Clinkenbeard | Jolanda Granato     |
| "Dott." Zed Blanco                               | Ric Spiegel          | Marco Balzarotti    |
| Marcus Kincaid                                   | Bruce DuBose         | Silvio Pandolfi     |
| Ellie                                            | Jamie Marchi         | Rosa Leo Servidio   |
| Tiny Tina                                        | Ashly Burch          | Cinzia Massironi    |
| Cap. Flynt                                       | Joel McDonald        | Diego Baldoin       |
| Helena Pierce                                    | Sue Roberts-Birch    | Lucy Matera         |
| Ten. Davis                                       |                      | Andrea Bolognini    |
| Wilhelm                                          | Todd Haberkorn       | Gianluca Iacono     |
| Hunter Hellquist                                 | Daniel Penz          | Stefano Albertini   |
| Crazy Earl                                       | Randall Pitchford    | Aldo Stella         |
| Nomade (Nomad)                                   | Jonathan Brooks      |                     |
| Sceriffo di Lynchwood                            | Stephanie Young      | Greta Bortolotti    |
| Tector Hodunk                                    | Chris Rager          | Diego Sabre         |
| Agente Elyse Booth                               | Anastasia Munoz      | Silvana Fantini     |
| Inceneritore (Incinerator) Clayton               | Kent Williams        | Renzo Ferrini       |
| Mal                                              | Chris Cason          | Renzo Ferrini       |
| Harold Tassiter, Presidente della Hyperion       | Chuck Huber          | Raffaele Fallica    |
| Anton Smith, Presidente della Torgue Corporation | Rick Robertson       |                     |

Il doppiaggio italiano, come per il titolo precedente Borderlands (2009), è stato realizzato dalla Synthesis International di Milano.

## Sequel
Nonostante le smentite di Anthony Burch di Gearbox Software, il 9 aprile 2014 è stato ufficialmente annunciato il terzo capitolo della saga, Borderlands: The Pre-Sequel. Il gioco è uscito negli USA il 14 ottobre dello stesso anno, mentre in Europa è stato pubblicato tre giorni dopo. Il gioco si pone narrativamente tra il primo e il secondo capitolo della serie, ed è stato pubblicato per Microsoft Windows, PlayStation 3 ed Xbox 360.